# クラスター展開
クラスター展開（英語: cluster expansion）とは、粒子系またはスピン系の自由エネルギーを、その系を構成するクラスターの自由エネルギーから構成していく方法である。

## 概要

### 一般の取り扱い
統計力学では、分配関数を用いて系の性質を記述する。互いに相互作用しない N 粒子系について、系のハミルトニアン H0 は、
{\displaystyle {\big .}H_{0}=\sum _{i}^{N}{\frac {p_{i}^{2}}{2m}}},
と表され、このハミルトニアンに対応する古典系における分配関数 Z0 は次の積分から計算できる。
{\displaystyle {\begin{aligned}Z_{0}&={\frac {1}{N!h^{3N}}}\int \prod _{k}d{\vec {p}}_{k}\;d{\vec {r}}_{k}\exp \left\{-\beta H_{0}(\{p_{i}\})\right\}\\&={\frac {1}{N!h^{3N}}}\left(\int \prod _{k}d{\vec {r}}_{k}\right)\left(\int \prod _{k}d{\vec {p}}_{k}\exp \left\{-\beta \sum _{i=1}^{N}{\frac {p_{i}^{2}}{2m}}\right\}\right)\\&={\frac {V^{N}}{N!h^{3N}}}\left(\int dp\exp \left\{-{\frac {\beta }{2m}}p^{2}\right\}\right)^{3N}\\&={\frac {V^{N}}{N!h^{3N}}}\left({\sqrt {\frac {2\pi m}{\beta }}}\right)^{3N}.\end{aligned}}}
ここで、h はプランク定数、m は粒子の質量、V は系の体積、β =( kBT )-1 は逆温度、またkB はボルツマン定数、T は熱力学温度をそれぞれ表す。最後の積分はガウス積分である。
分配関数が求まれば、ヘルムホルツの自由エネルギーを計算することができる。
{\displaystyle {\big .}F_{0}=-k_{B}T\ln Z_{0}.}
また、ヘルムホルツの自由エネルギーから、系を記述する熱力学ポテンシャル（エントロピー、内部エネルギー、化学ポテンシャルなど）が得られる。
このように、互いに相互作用しない自由粒子系を考える場合には、分配関数は厳密に計算でき、分配関数が分かれば系のあらゆる熱力学的性質は分配関数を元に記述される。
しかしながら、実在気体モデルなど粒子間の相互作用を考慮する場合については、分配関数の形を厳密に求めることは一般に困難であるため、相互作用を何らかの扱いやすい近似で表す必要が出てくる。
気体のように密度の小さな系では、相互作用 Φ を各粒子の間の二体間ポテンシャル φ2 の和によって近似することができる。
{\displaystyle {\big .}\Phi \left(\{r_{i}\}\right)=\sum _{i=1,i<j}^{N}\phi _{2}(|{\vec {r}}_{i}-{\vec {r}}_{j}|)=\sum _{i=1,i<j}^{N}\phi _{2}(r_{i,j}).}
ここで、{\displaystyle r_{i,j}:=|{\vec {r}}_{i}-{\vec {r}}_{j}|} は粒子 i,j の間の距離を表す。
このときハミルトニアン H は、
{\displaystyle {\big .}H=H_{0}(\{p_{i}\})+\Phi (\{r_{i}\})=\sum _{i}^{N}{\frac {p_{i}^{2}}{2m}}+\sum _{i=1,i<j}^{N}\phi _{2}(r_{i,j})},
となる。このハミルトニアン H に対する分配関数 Z は、自由粒子系の分配関数 Z0 を用いて、
{\displaystyle {\big .}{\begin{aligned}Z&={\frac {1}{N!h^{3N}}}\int \prod _{k}d{\vec {p}}_{k}\;d{\vec {r}}_{k}\exp \left\{-\beta \left[H_{0}(\{p_{i}\})+\Phi (\{r_{i}\})\right]\right\}\\&={\frac {1}{N!h^{3N}}}\left(\int \prod _{k}d{\vec {p}}_{k}\exp \left\{-\beta H_{0}(\{p_{i}\})\right\}\right)\left(\int \prod _{k}d{\vec {r}}_{k}\exp \left\{-\beta \Phi (\{r_{i}\})\right\}\right),\end{aligned}}}
より、
{\displaystyle {\big .}Z=Z_{0}\ Q},
と表すことができる。同様に、ヘルムホルツの自由エネルギーも、
{\displaystyle F=-k_{B}T\!\ln \left(Z_{0}Q\right)=F_{0}-k_{B}T\!\ln \left(Q\right)},
と書ける（F0 は相互作用のない場合の自由エネルギー）。
ここで Q は次の配置積分（configuration integral）を表す。
{\displaystyle Q={\frac {1}{V^{N}}}\int \prod _{k}d{\vec {r}}_{k}\exp \left\{-\beta \sum _{i=1,i<j}^{N}\phi _{2}(r_{i,j})\right\}.}

### クラスター展開の方法
配置積分 Q は、一般の二体間ポテンシャル φ2 について解析的には解けない。
ポテンシャルの近似計算の一つのやり方として、メイヤー（Mayer）によるクラスター展開の方法がある。
Q は二体間ポテンシャル φ2 の和の指数関数を積分に含むので、指数関数の性質を使って、和の指数関数を指数関数の積の形に書き直せる。
{\displaystyle \exp \left\{-\beta \sum _{i=1,i<j}^{N}\phi _{2}(r_{i,j})\right\}=\prod _{i=1,i<j}^{N}\exp \left\{-\beta \phi _{2}(r_{i,j})\right\}}.
次に、メイヤー関数（Mayer function）fi,j を、
{\displaystyle \exp \left\{-\beta \phi _{2}(r_{i,j})\right\}=1+f_{i,j}} 
によって定義する。指数関数をメイヤー関数で置き換えると、配置積分 Q は次のようになる。
{\displaystyle {\big .}Q={\frac {1}{V^{N}}}\int \prod _{k}d{\vec {r}}_{k}\prod _{i=1,i<j}^{N}\left(1+f_{i,j}\right)}.
積分内部の積を計算すると、f についてゼロ次の項は 1、一次の項は fi,j の i < j についての和、と級数展開していくことができる。
{\displaystyle \prod _{i=1,i<j}^{N}\left(1+f_{i,j}\right)=1+\sum _{i=1,i<j}^{N}\;f_{i,j}+\sum _{i=1,i<j,m=1,m<n \atop i<m\ \mathrm {or} \ j<n}^{N}\;f_{i,j}\;f_{m,n}+\cdots }.
異なる次数の項に注目すると、第一項のゼロ次の項は一体相互作用、第二項は二体間相互作用、第三項は三体間の相互作用、以降も同様にそれぞれの項は相互作用の複雑さで分けられていることが分かる。
このように、展開の各項は決まった数の粒子の集まり（クラスター）の内部での相互作用を表していると考えられ、この物理的解釈から、この方法はクラスター展開と呼ばれる。
配置積分 Q の中身をクラスター展開して積分すると、Q として次の級数を得る。
{\displaystyle {\big .}{\begin{aligned}Q&={\frac {1}{V^{N}}}\int \prod _{k}d{\vec {r}}_{k}\left\{1+\sum _{i=1,i<j}^{N}\;f_{i,j}+\sum _{i=1,i<j,m=1,m<n \atop i<m\ \mathrm {or} \ j<n}^{N}\;f_{i,j}\;f_{m,n}+\cdots \right\}\\&=1+{\frac {N}{V}}\alpha _{1}+{\frac {N\;(N-1)}{2\;V^{2}}}\alpha _{2}+\cdots .\end{aligned}}}
ヘルムホルツの自由エネルギー F の Q の項をこの級数で置き換えると、相互作用のある気体の状態方程式が得られる。
その状態方程式は以下のような形で表される。
{\displaystyle PV=Nk_{B}T\left(1+{\frac {N}{V}}B_{2}(T)+{\frac {N^{2}}{V^{2}}}B_{3}(T)+{\frac {N^{3}}{V^{3}}}B_{4}(T)+\cdots \right)}.
この方程式はビリアル方程式として知られ、{\displaystyle B_{i}(T)} はビリアル係数と呼ばれる。
ビリアル係数の各項はそれぞれクラスター展開の項一つに対応している（たとえば {\displaystyle B_{2}(T)} は二体間相互作用項、{\displaystyle B_{3}(T)} は三体間相互作用項に対応する）。
クラスター展開の二体間相互作用の項だけを残し、近似をするとファンデルワールス方程式を得る。

## 計算例
- 不完全気体におけるアーセル展開、ビリアル展開
- イジング模型やハイゼンベルク模型（英語版）における高温展開、低温展開